# Nederland op het Eurovisiesongfestival 1969
Nederland deed mee aan het Eurovisiesongfestival 1969, dat werd gehouden in Madrid, Spanje.

## Nationaal Songfestival 1969

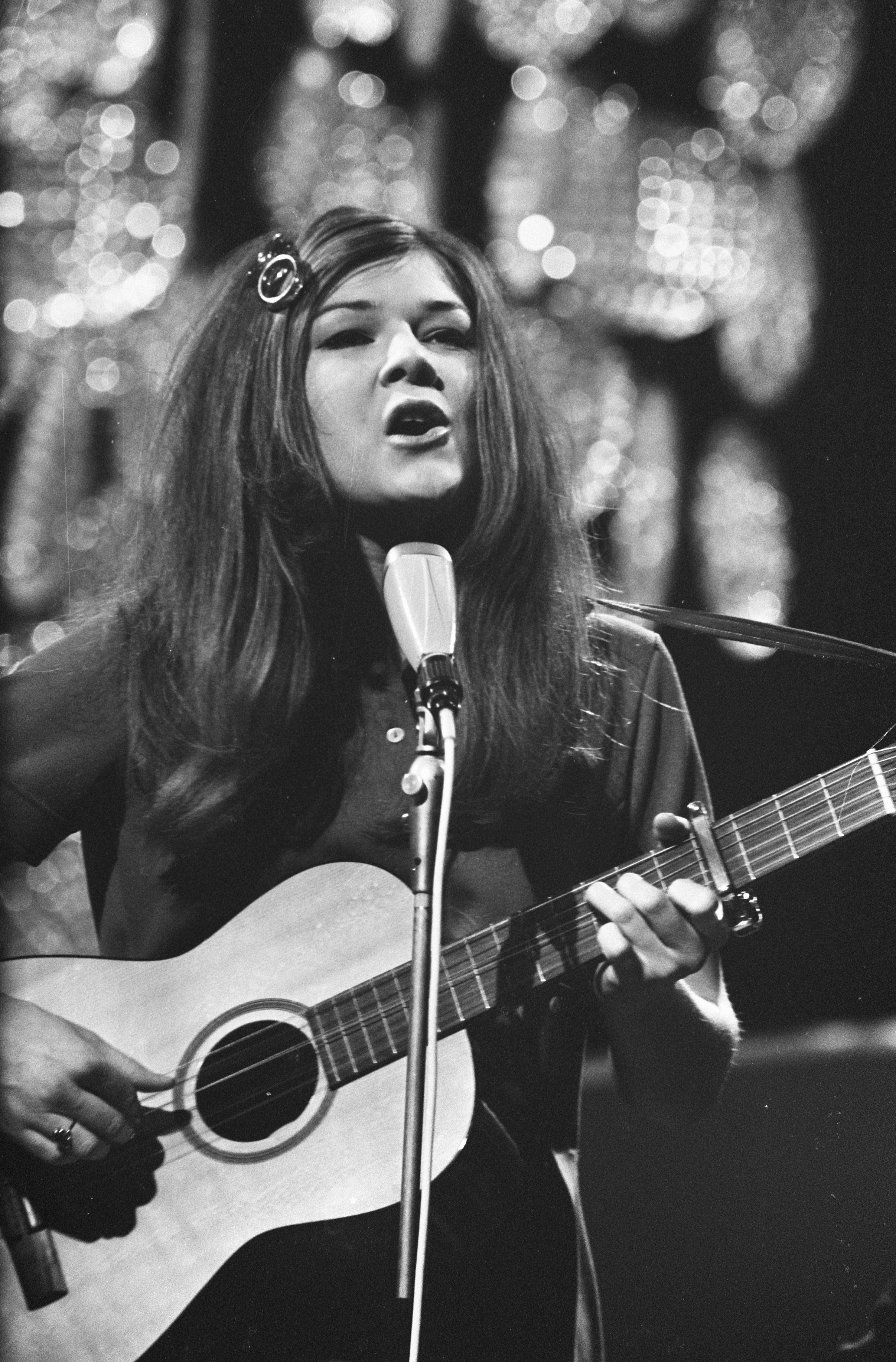
Lenny Kuhr tijdens haar optreden op het nationaal songfestival.

De Nederlandse inzending werd gekozen via het Nationaal Songfestival, dat werd uitgezonden op 26 februari door de NTS vanuit het Circustheater te Scheveningen. De tv uitzending werd gepresenteerd door Pim Jacobs. Het deelnemersveld bestond uit tien deelnemers, met onder anderen Lenny Kuhr, Patricia Paay, Anneke Grönloh en Rob De Nijs. Ook Sandra Reemer was een van de tien kandidaten maar trok zich terug. Een internationale jury koos voor De troubadour van Lenny Kuhr, geschreven door David Hartsema en Kuhr zelf.

## Finale in Madrid
Op 29 maart vond in het Teatro Real in Madrid de finale plaats van de veertiende editie van het Eurovisiesongfestival. Er waren in totaal 17 deelnemende landen. Kuhr mocht als achtste op, ze droeg een jurk ontworpen door Frank Govers. Ze werd begeleid door gitarist Pieter Souer en een orkest onder leiding van dirigent Frans De Kok. Pim Jacobs verzorgde het Nederlands commentaar voor de in kleur uitgezonden tv-uitzending
De Internationale jury bestond uit in totaal 170 mensen,10 uit elk deelnemend land. die ieder 1 punt gaven aan hun favoriet. De voorzitter van de Nederlandse jury, Leo Nelissen, deelde namens Nederland de punten.
Na een spannende puntentelling stond Nederland op 18 punten, net zoals Salomé voor Spanje, Frida Boccora van Frankrijk en Lulu voor het Verenigd Koninkrijk. Dat zorgde voor enige verwarring, ook bij de presentatrice Laurita Valenzuela. Zij vroeg hulp aan de waarnemer van het Eurovisiesongfestival, Clifford Brown. Hij bevestigde tegenover haar dat er inderdaad vier winnaars waren. Dit was de enige keer in de geschiedenis van het songfestival dat er vier winnaars waren. Om herhaling te voorkomen werden de regels aangepast.
Lenny Kuhr bezorgde voor Nederland de derde overwinning. Ze was de eerste winnares die zichzelf met een instrument begeleidde en zelf haar winnende lied had geschreven.

## Foto's

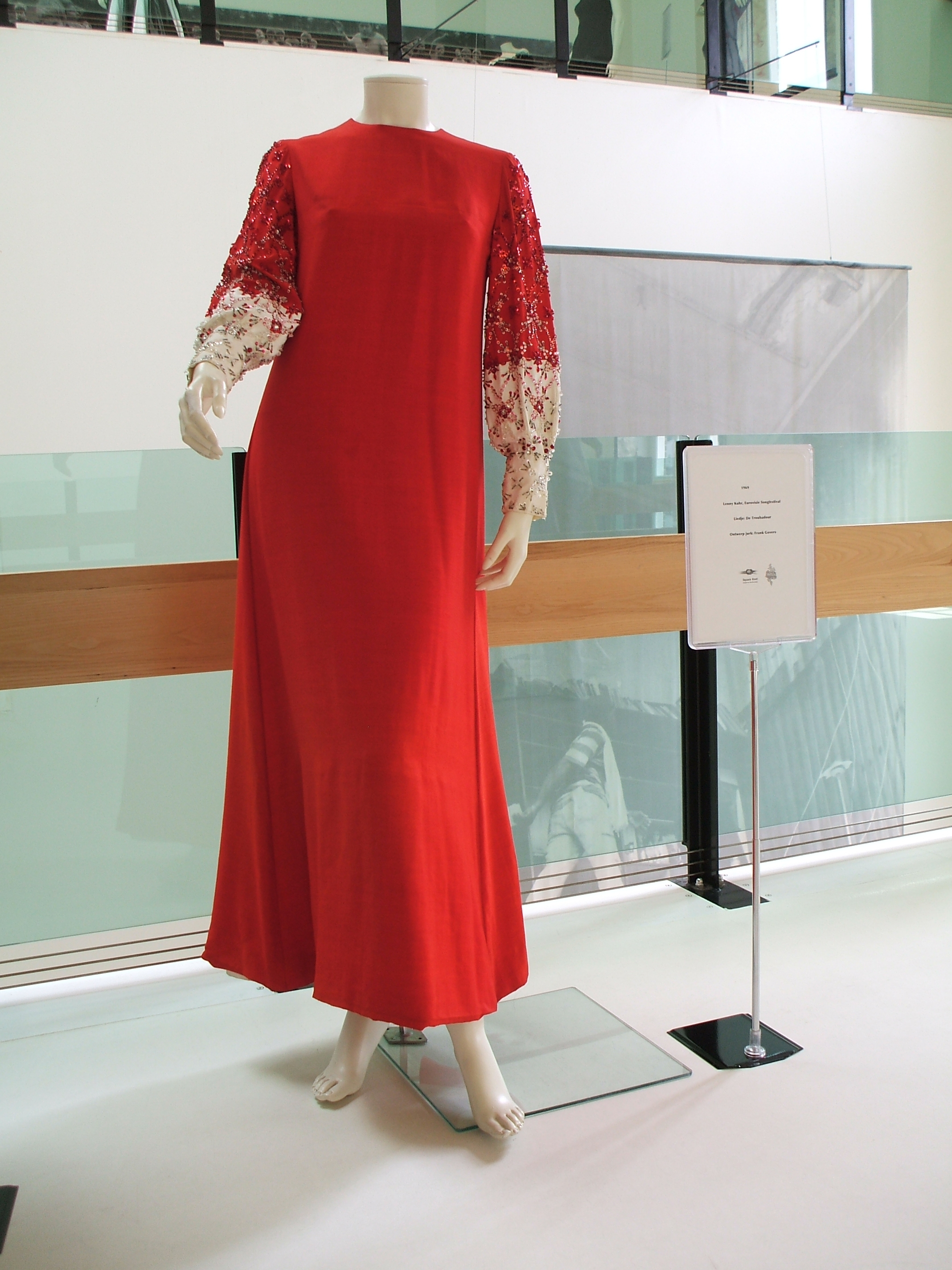
De jurk die Kuhr droeg tijdens het Eurovisiesongfestival.
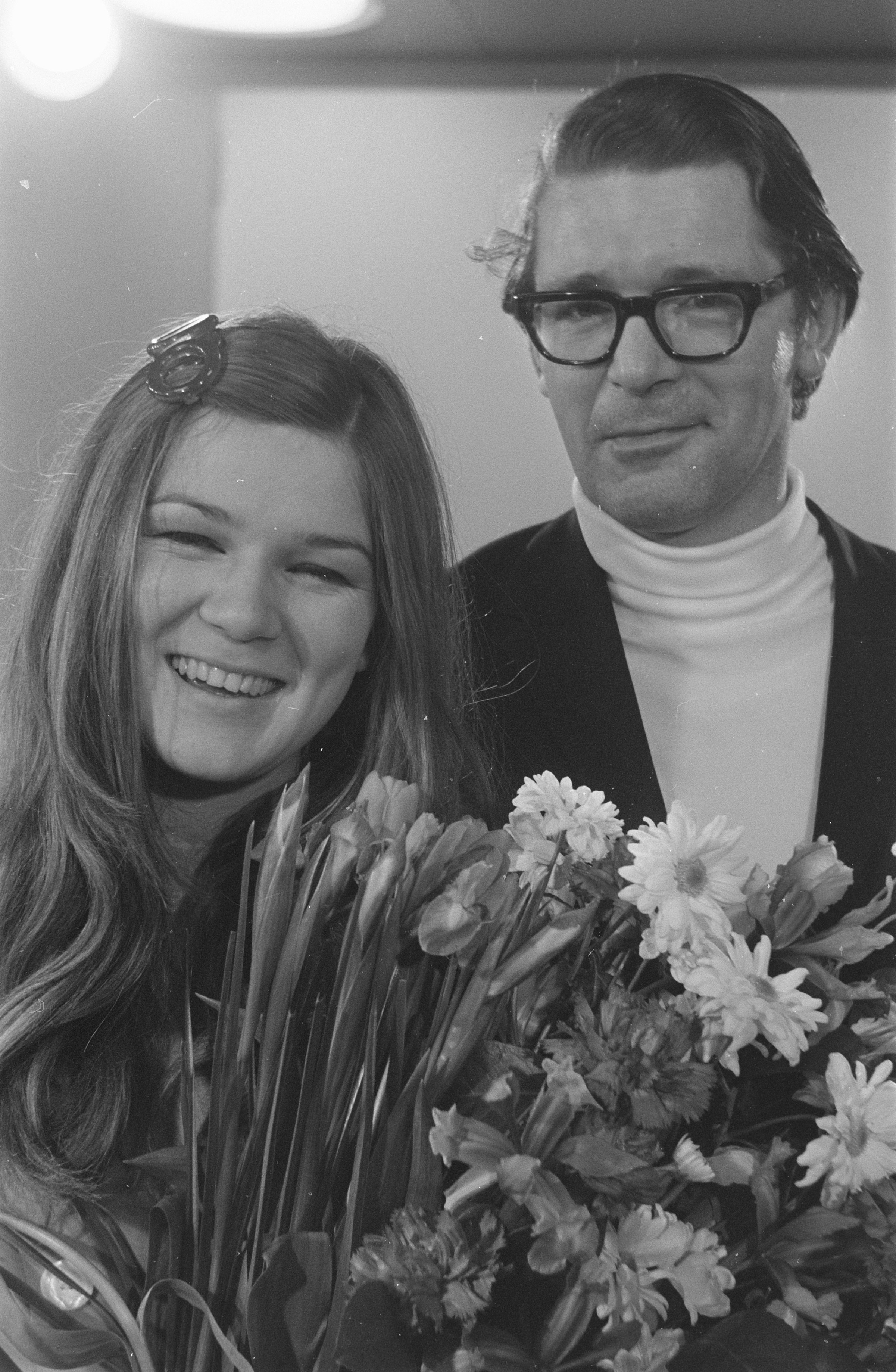
Lenny Kuhr met David Hartsema
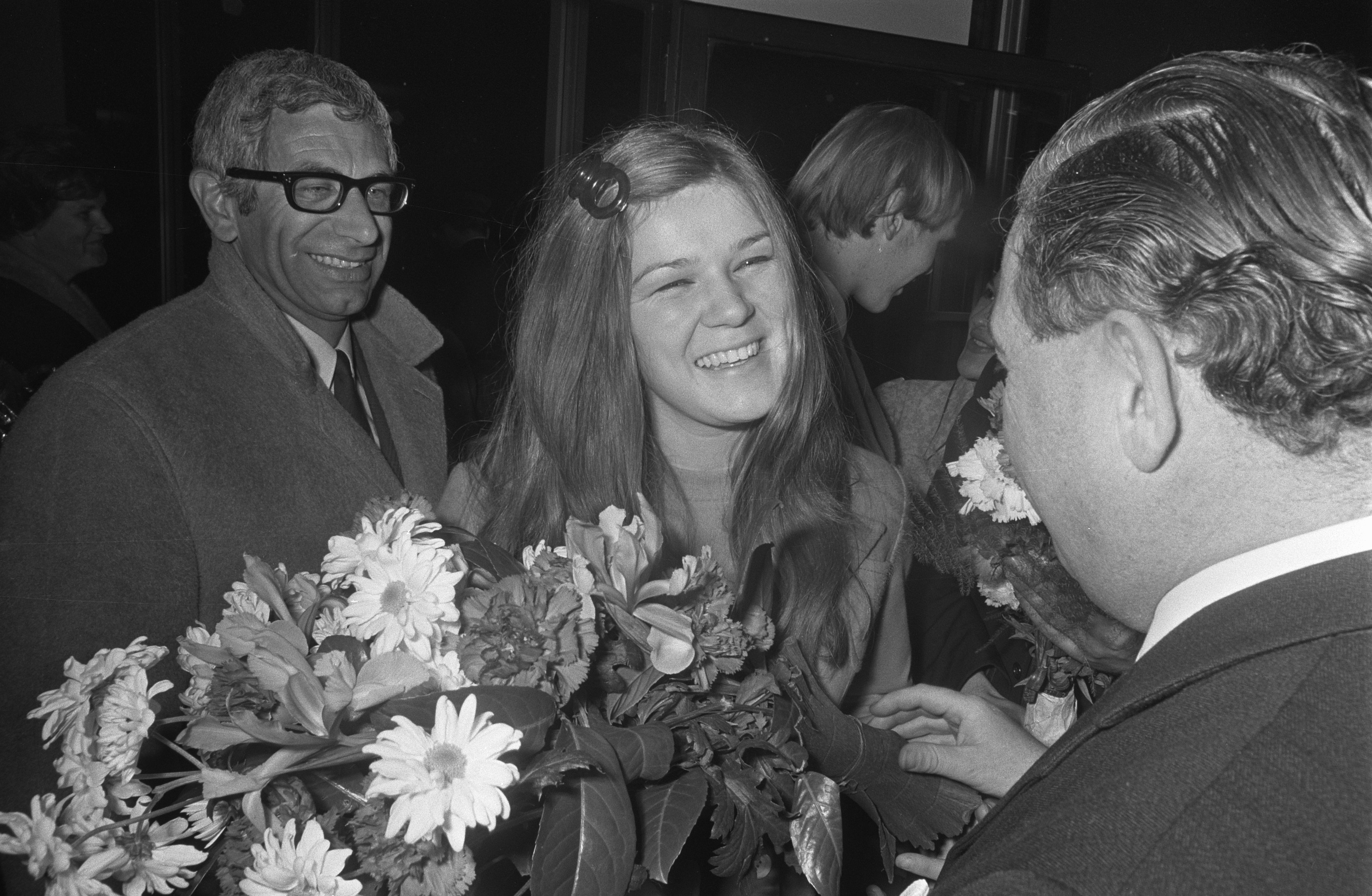
Lenny Kuhr arriveert op Luchthaven Schiphol na haar overwinning in Madrid